# Phryneta conradti
Phryneta conradti är en skalbaggsart som beskrevs av Hermann Julius Kolbe 1893. Phryneta conradti ingår i släktet Phryneta och familjen långhorningar.
Artens utbredningsområde är Malawi. Inga underarter finns listade i Catalogue of Life.